# Diphasiopsis fadenii
Espèce
Synonymes
- Diphasiopsis fadenii Kokwaro[2]

Statut de conservation UICN

 VU B2ab(i,ii,iii,iv,v) : Vulnérable
Diphasiopsis fadenii est une espèce de plantes de la famille des Rutaceae.

## Publication originale
- Kew Bulletin 32: 787, f. 2. 1978.